# Zeno Saltini

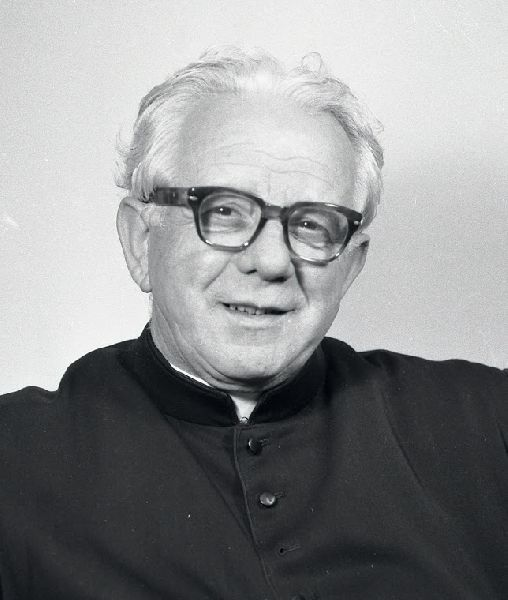
Don Zeno Saltini

Zeno Saltini (ur. 30 sierpnia 1900 w Carpi; zm. 15 stycznia 1981 w Grosseto) – włoski Sługa Boży Kościoła katolickiego.

## Życiorys
Urodził się jako dziewiąte z dwanaściorga dzieci swoich rodziców. Jego siostrą była Marianna Saltini. Mając 14 lat przerwał studia i rozpoczął pracę w gospodarstwie. Po zakończeniu I wojny światowej rozpoczął studia na uniwersytecie katolickim w Mediolanie, gdy ukończył studia teologiczne i filozoficzne został wyświęcony na kapłana. 6 stycznia 1931 roku odprawił swoją pierwszą mszę w katedrze w Carpi. Był założycielem wspólnoty Nomadelfia, a w dniu 12 sierpnia 1980 roku został przyjęty przez papieża Jana Pawła II w Castel Gandolfo. Zmarł 15 stycznia 1981 roku na zawał serca w opinii świętości. W 2009 rozpoczął się jego proces beatyfikacyjny.